# 達西烏拉彎·畢馬
達西烏拉彎·畢馬（漢名：田哲益，1955年4月20日-），出生於南投縣信義鄉，臺灣布農族巒社群卡豆諾蘭人，致力於訪查、蒐集臺灣原住民的神話故事。

## 經歷
以下為可查詢到的個人經歷。

### 學歷
- 省立屏東師專史地組
- 國立高雄師範大學國文系
- 國立政治大學中文研究所畢
- 國立水里商工訓育組長、國文科專任教師

### 曾任
- 南投縣政府國語指導員
- 常民文化通訊輪值主編
- 原舞者布農樂舞顧問
- 南投縣縣史館諮詢委員
- 南投縣政府原住民事務委員會委員

### 現任
- 臺灣布農文化藝術團團長
- 南投縣信義鄉布農文化協會顧問
- 臺灣省姓氏研究學會《臺灣源流》雜誌編輯、理事。

## 獎項
2015年，獲南投玉山文學貢獻獎。

## 主要著作

### 臺原文化叢刊
- 《臺灣布農族的生命祭儀》[3]
- 《布農族口傳神話傳說》[4]
- 《臺灣的原住民-泰雅族》[5]
- 《臺灣的原住民-賽夏族》[6]
- 《臺灣的原住民-卑南族》[7]
- 《臺灣的原住民-達悟族》[8]
- 《臺灣的原住民-布農族》[9]

### 常民文化叢刊
- 《臺灣布農族風俗圖誌》[10]

### 水牛文化叢刊

#### 理工科技
- 《閒話中國的科學文明與貢獻》[11]

### 武陵文化叢刊
- 《臺灣原住民歌謠與舞蹈》[12]
- 《臺灣原住民生命禮俗》[13]

### 晨星文化叢刊

#### 臺灣原住民系列
- 《鄒族神話與傳說》[14]
- 《泰雅族神話與傳說》[15]
- 《賽夏族神話與傳說》[16]
- 《布農族神話與傳說》[17]
- 《排灣族神話與傳說》[18]
- 《魯凱族神話與傳說》[19]
- 《阿美族神話與傳說》[20]
- 《卑南族神話與傳說》[21]
- 《邵族神話與傳說》[22]
- 《達悟族神話與傳說》[23]
- 《撒奇萊雅族神話與傳說及火神祭》[24]
- 《太魯閣族神話與傳說》[25]
- 《賽德克族神話與傳說》[26]

- 《布農族傳統文化誌》[27]
- 《布農族四社神話與傳說：濁水溪上游祕境傳說》[28]
- 《賽德克族文化誌》[29]

#### 圖解臺灣系列
- 《圖解臺灣十二生肖誌》[30]

### 五南文化叢刊
- 《玉山的守護者：布農族》[31]

### 臺灣書房文化叢刊
- 《臺灣原住民社會運動》[32]

### 縣市采風
- 《呼嘯山林：南投縣布農族口傳文學集》[33]
- 《眾裡尋她：南投縣鄒族口傳文學與歷史》[34]